# Kopalnia Węgla Kamiennego Szombierki

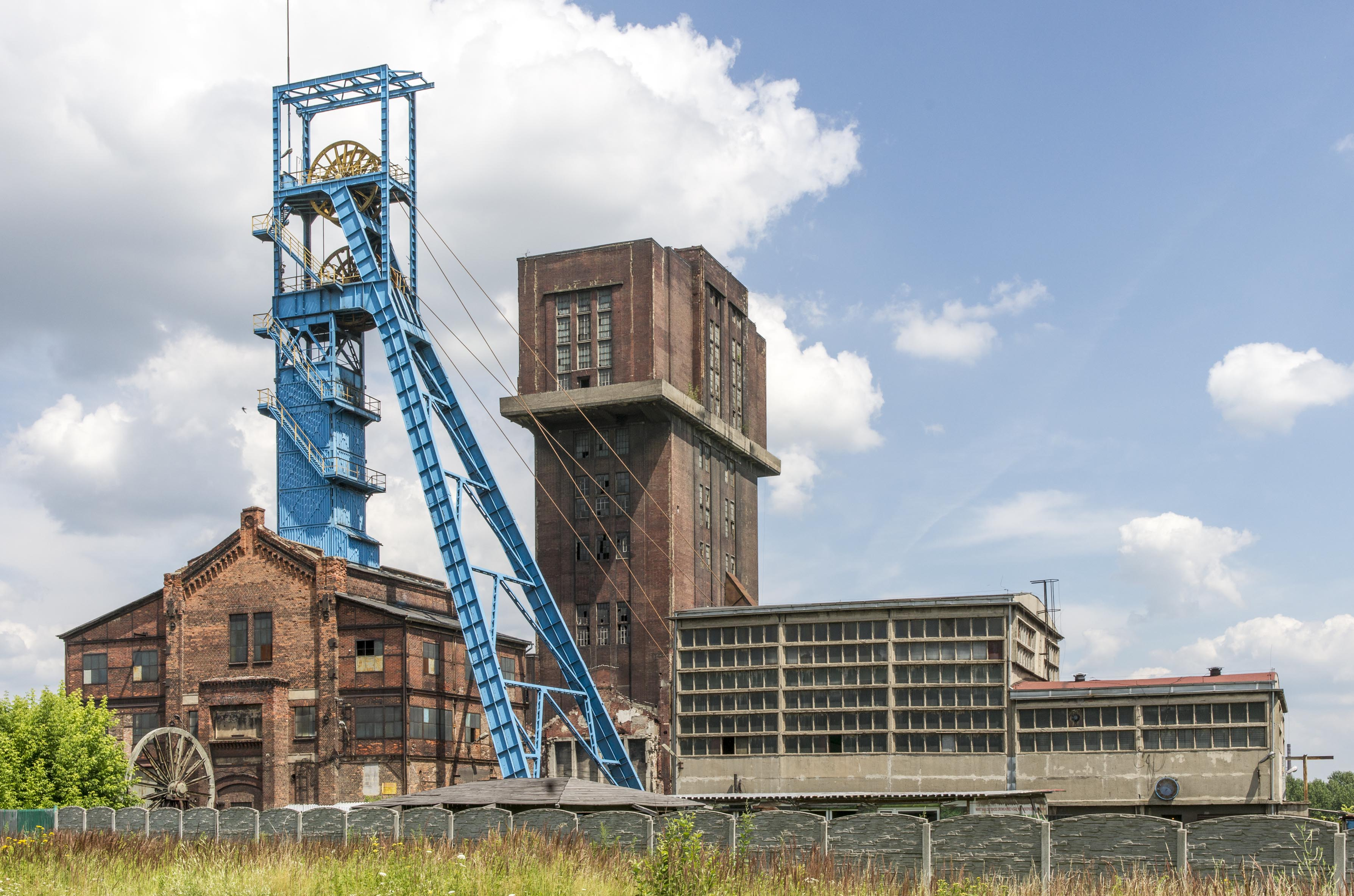
Reste der Schachtanlage Hohenzollern/Szombierki (Sommer 2013)

Das Bergwerk Szombierki (polnisch Kopalnia Węgla Kamiennego Szombierki, deutsch Hohenzollerngrube) ist ein stillgelegtes Steinkohlenbergwerk in Bytom, Polen.

## Vorbemerkung
Die Zeche wurde 1870 als eigenständige Schachtanlage durch Johanna von Schaffgotsch gegründet und war lange Zeit Teil der Consolidierten Paulus-Hohenzollern-Grube, einem Bergwerk, der bis zur Teilung Oberschlesiens 1922 fast alle im Besitz der Gräflich Schaffgotsch’schen Werke befindlichen Schachtanlagen umfasste. Es bestand neben Hohenzollern/Szombierki auch aus Gotthard/Karol, Orzegów, Paulus/Paweł und Gräfin Johanna/Bobrek. Nach der Teilung wurden die im Westen Oberschlesiens liegenden Zechen zur „neu consolidierten Paulus-Hohenzollern“ zusammengefasst, während die zu Polen gelangten östlichen Zechen durch die Godula S.A. mit Sitz in Ruda-Chebzie verwaltet wurden.

## Geschichte

### Hohenzollerngrube
Die Grube unmittelbar östlich des Schaffgotsch’schen Rittergutes Schomberg-Orzegow gelegen, wurde zwischen 1870 und 1873 als Teil des ursprünglich von Karl Godulla zusammengetragenen Besitzes an Steinkohlenbergwerken gegründet und umfasste als eigenständige Schachtanlage die Schächte „Kaiser Wilhelm“ (550 m; Doppelförderung, Seilfahrt, ausziehender Wetterschacht; später „Krystyna“ genannt) und „Hohenzollern“ (250 m; Seilfahrt, ausziehend; später „Eva“ genannt).
Die erste Kohle aus dem Abbaufeld von 4,29 km² Größe wurde am 5. September 1873 über Schacht „Kaiser Wilhelm“ aus dem Flöz 419 gefördert.
Später kamen noch folgende Schächte hinzu:
- „Kaiser Friedrich“ (250 m; Seilfahrt und ausziehender Wetterschacht; später Teresa) auf dem Gelände der Zentralanlage, in den Jahren 1888–1890 gebaut;
- „Gemander“ (250 m; Seilfahrt und ausziehender Wetterschacht; später Janina) an der Südseite der Straße nach Bobrek, 1892–1894 gebaut;
- „Sommerschacht“ (370 m; einziehend; später „Hedwig“) an der Grenze zum Ortsteil Godulla, im Jahre 1908 gebaut.
- „Georg“ (einziehend), vermutlich vor 1922 liquidiert.

Eine grundsätzliche Umstrukturierung erfuhren die Tagesanlagen zwischen 1929 und 1933, als über Schacht „Kaiser Wilhelm“ ein Hammerkopfturm mit 56 m Höhe errichtet und dort die gesamte Kohle zu Tage gehoben wurde. Die beiden Fördermaschinen im Kopf des Turms hatten Leistungen von 2.700 bzw. 2.400 PS. Durch diese Maßnahme konnte allein diese Anlage im Jahr 1937 eine Förderung von 2,056 Mio. t erreichen.
Hohenzollern war von Anfang an eines der am modernsten ausgestatteten Bergwerke Oberschlesiens. Dies galt sowohl im Hinblick auf die mechanische Kohlegewinnung und deren Transport als auch die Elektrifizierung der Anlage. Bereits im Jahr 1882 wurde es von Glühlampen beleuchtet und im folgenden Jahr begann der Untertagetransport der Kohle mit Lokomotiven. Im Jahr 1900 erreichte die jährliche Kohleproduktion fast 750.000 Tonnen bei einer Beschäftigtenzahl von weniger als anderthalbtausend Mitarbeitern.
Ab 1945 trug das Bergwerk den Namen Szombierki.

### KWK Szombierki
Schon bald nach Kriegsende bildete die Zeche oft mit anderen Anlagen Betriebsgemeinschaften. 1970 erfolgte die Zusammenlegung mit Gotthard/Karol und am 1. September 1993 wurden die Verwaltung von Bobrek und Szombierki vereinigt.
Danach wurde die Förderung auf Szombierki sukzessive zurückgefahren und 1997 beendet. Ab 2003 wurde die in diesem Baufeld abgebaute Kohle auf Bobrek zu Tage gehoben. Das Bergwerk wurde endgültig 2004 stillgelegt und alle Tagesanlagen mit Ausnahme des Hammerkopfförderturms über Krystyna und des Gerüstes über Eva abgebrochen.

### Förderzahlen
1874: 104.148 t; 1912 (Paulus-Hohenzollern): 2,49 Mio. t; 1938: 2,23 Mio. t; 1970: 2,52 Mio. t; 1979: 2,07 Mio. t

## Gegenwart
Zurzeit (Frühjahr 2014) ist das Gelände mit Ausnahme der beiden erwähnten Schächte und ihrer Fördereinrichtungen wüst und leer. Konkrete Nachfolgenutzungen scheint es nicht zu geben.